# توسکانی
توسکانی (به ایتالیایی: Toscana) ناحیه‌/استان/کونته ای در ایتالیا با مساحت ۲۲٬۹۹۰ کیلومتر مربع و جمعیت ۳٫۶ میلیون با مرکزیت فلورانس است.
توسکانی بیشتر به عنوان ناحیه‌ای فرهنگی محسوب می‌شود و شهرهایی مانند فلورانس، سیه نا و پیزا با میراث فرهنگی غنی خود سالانه میلیون‌ها نفر را به خود جذب می‌کنند.
تولید انرژی برق نیز در این ناحیه رایج است، که بیشتر از منابع گرمایی به‌دست می‌آید و بیش از یک سوم آن از انرژی زمین گرمایی به‌دست می‌آید.
فلورانس به همراه میلان و رم یکی از سه پایتخت مد ایتالیا می‌باشد.
سنگ‌های ساختمانی این ناحیه مانند سنگ مرمر کارارا از شهرت جهانی برخوردارند.
شبکه راه‌آهن در این ناحیه بسیار توسعه یافته‌است و بزرگراه‌ها و جاده‌های مهمی از این ناحیه گذر می‌کنند.
غلات (مخصوصا گندم)، انگور، زیتون و آفتابگردان مهم‌ترین محصولات کشاورزی آن را تشکیل می‌دهند.
مهم‌ترین تیم ورزشی آن، باشگاه فیورنتینا می‌باشد.
مونته دی پاسکی دی سیه نا قدیمی‌ترین بانک فعال جهان و سومین بانک بزرگ در کشور ایتالیا است.
همچنین دانشگاه فلورانس (یکی از قدیمی‌ترین و بزرگ‌ترین دانشگاه‌های ایتالیا)،
و آکادمی هنرهای زیبای فلورانس (یکی از مهم‌ترین آکادمی‌های هنری جهان) در این ناحیه قرار دارد.

## جمعیت‌شناسی
| سال      | میزان جمعیت |
| ۲۰۱۹     | ۳٫۷۰۱٫۳۴۳   |
| ۲۰۲۰     | ۳٫۶۹۲٫۵۵۵   |
| -------- | ----------- |
| ۲۰۲۱     | ۳٫۶۹۲٫۸۶۵   |
| ۲۰۲۲     | ۳٫۶۶۳٫۱۹۱   |
| Jan-2023 | ۳٫۶۵۶٫۶۴۷   |